# Observatoire national de l'enfance en danger
 (mai 2009).
Si vous disposez d'ouvrages ou d'articles de référence ou si vous connaissez des sites web de qualité traitant du thème abordé ici, merci de compléter l'article en donnant les références utiles à sa vérifiabilité et en les liant à la section « Notes et références ».
L'Observatoire national de l’enfance en danger (ONED) est un organisme lié à la protection de l'enfance en France créé en 2004.
Tout comme le Service national d'accueil téléphonique pour l'enfance maltraitée, il est géré par le GIP Enfance en danger.

## Objectifs
Créé par la loi du 2 janvier 2004 relative à l’accueil et la protection de l’enfance, l'ONED a pour objectif principal de « mieux connaître le champ de l'enfance en danger pour mieux prévenir et mieux traiter ».
Cet objectif se décline à travers une série de missions, parmi lesquelles :
- La mise en cohérence des données chiffrées en protection de l’enfance
- Le recensement des pratiques de prévention, de dépistage et de prise en charge, dont les résultats ont été jugés concluants
- Le développement d’études et de recherches,
- La diffusion de la documentation scientifique
- La participation au réseau des observatoires européens

L’Oned a également pour vocation de devenir un centre de ressources numérisées, pour les professionnels et les chercheurs, grâce à son site internet, afin de faire connaître les travaux en protection de l’enfance, menés en France et dans le monde, pour  une diffusion et une mutualisation des connaissances et savoirs actuellement pertinents pour tous les professionnels agissant dans le champ de la protection de l'enfance. 
Enfin, L’Oned a un rôle d’appui des politiques de protection de l'enfance, telles qu'elles sont définies par l'État et mises en œuvre par tous les acteurs de la Protection de l'enfance et remet chaque année son rapport au Parlement et au gouvernement.
La loi du 5 mars 2007 réformant la protection de l'enfance renforce en les élargissant les missions de l'Observatoire national de l'enfance en danger. En effet, les termes de maltraitance et d'enfants maltraités sont substitués soit par celui de « protection de l'enfance », soit par celui « d'enfants en danger ». Cette même loi prévoit la remontée des données chiffrées depuis les services de l'aide sociale à l'enfance de chaque département en direction de l'Observatoire national de l'enfance en danger ainsi que de l'Observatoire départemental de la protection de l'enfance (ODPE).

### Équipe de l'Oned
L'Observatoire a été créé puis dirigé par Paul Durning (Université Paris-Ouest-Nanterre-la Défense). Depuis le 1er octobre 2012, Gilles Séraphin en assure la direction. L’équipe pluridisciplinaire est composée de hauts fonctionnaires chargés de mission mis à disposition ou détachés de leur ministère (notamment du ministère de la Justice et de la DGAS) ; de chargés d’études, répartis en pôles et travaillant notamment sur les données chiffrées, les pratiques, la recherche dans le champ de la protection de l’enfance. Par ailleurs, la structure accueille temporairement des chercheurs notamment étrangers et conclut des conventions permettant un travail avec des chercheurs associés.
L’observatoire met également en place des partenariats et des conventions avec différentes institutions afin, notamment, d’améliorer la connaissance et la diffusion des bonnes pratiques; d’approfondir les études sur des champs liés à la protection de l’enfance ; de former et d’informer les acteurs de terrain.
Enfin, l'Observatoire publie toutes les années des appels d'offres thématiques et ouverts, visant à soutenir des recherches portant sur le champ de la protection de l'enfance. Ces projets sont retenus et évalués par un Conseil scientifique dirigé par Marcel Jeager, professeur au CNAM.

### Conseil scientifique de l'Oned
L’Oned dispose d’un Conseil scientifique de quinze membres. Il a été nommé le 18 mai 2004 et s’est réuni pour la première fois le 16 septembre 2004. Présidé par le Professeur Marcel Jeager (CNAM), il est constitué d’universitaires, d’institutionnels, de représentants d’associations et d’instituts de recherche…

## O D P E:  Les observatoires départementaux de la protection de l'enfance
La loi du 5 mars 2007 réformant la protection de l'enfance prévoit la création d'observatoire départemental de la protection de l'enfance au sein des conseils généraux.   Le 16e article de cette loi définit ses missions dans l'article  L. 226-3-1  du code de l'action sociale et des familles. Il a comme mission :
« 1° De recueillir, d'examiner et d'analyser les données relatives à l'enfance en danger dans le département, au regard notamment des informations anonymes transmises dans les conditions prévues à l'article L. 226-3. Ces données sont ensuite adressées par chaque département à l'Observatoire national de l'enfance en danger ;
 « 2° D'être informé de toute évaluation des services et établissements intervenant dans le domaine de la protection de l'enfance et assurée en application de l'article L. 312-8 ;
 «3° De suivre la mise en œuvre du schéma départemental prévu à l'article L. 312-5 en tant qu'il concerne les établissements et services mentionnés aux 1° et 4° du I de l'article L. 312-1, et de formuler des avis ; 
 « 4° De formuler des propositions et avis sur la mise en œuvre de la politique de protection de l'enfance dans le département.« L'observatoire départemental de la protection de l'enfance comprend notamment des représentants des services du conseil général, de l'autorité judiciaire dans le département, des autres services de l'État ainsi que des représentants de tout service et établissement dans ce département qui participe ou apporte son concours à la protection de l'enfance et des représentants des associations concourant à la protection de l'enfance et de la famille. « L'observatoire départemental de la protection de l'enfance établit des statistiques qui sont portées à la connaissance de l'assemblée départementale et transmise aux représentants de l'État et de l'autorité judiciaire. »
Article 16 du projet de loi adopté en assemblée nationale le 5 mars 2007.